# Mamá cumple cien años
Mamá cumple cien años é um filme de franco-luso-espanhol de 1979 de gênero comédia dramática, dirigido por Carlos Saura.
O filme é uma homenagem ao mestre de Saura, Buñuel. O filme critica a sociedade espanhola pós-Franco.